# Mönchsroth
Mönchsroth település Németországban, azon belül Bajorországban. Lakosainak száma 1674 fő (2023. december 31.).

## Népesség
A település népessége az elmúlt években az alábbi módon változott:
| Lakosok száma | 1054 | 908  | 1106 | 1286 | 1566 | 1551 | 1584 | 1560 | 1632 | 1674 |
|               | 1875 | 1950 | 1975 | 1987 | 2012 | 2014 | 2016 | 2017 | 2021 | 2023 |